# Musaraigne sombre
Espèce
Synonymes
- Sorex (Sorex) isodon Turov, 1924[2]
- Sorex gravesi Goodwin, 1933[1]
- Sorex isodon Stroganov, 1936[1]
- Sorex montanus Pavlinov, Borisenko, Kruskop & Yahontov, 1995[1]
- Sorex montanus Skalon & Rajevsky, 1940[1]
- Sorex princeps Skalon & Rajevsky, 1940[1]
- Sorex ruthenus Stroganov, 1936[1]
- Sorex sachalinensis Okhotina, 1984[1]
- Sorex sachalinensis Okhotina, 1993[1]

Statut de conservation UICN

 LC  : Préoccupation mineure
Répartition géographique
La Musaraigne sombre (Sorex isodon) est une espèce de musaraignes de la famille des Soricidae. L'espèce est présente en Eurasie, de la mer Baltique à l'Extrême-Orient russe et aux Baekdudaegan en passant par la région du lac Baïkal.

## Habitat
L'espèce se rencontre dans des vallées boisées.